# Episodi di Naruto: Shippuden (sedicesima stagione)
La Grande guerra ninja: Sasuke ed Itachi (忍界大戦・サスケとイタチ?, Ninkai taisen: Sasuke to Itachi) costituisce la sedicesima stagione della serie televisiva anime Naruto: Shippuden ed è composta dagli episodi che vanno dal 321 al 348. La regia è di Hayato Date ed è prodotta da TV Tokyo e Pierrot. Gli episodi, tratti dal manga di Masashi Kishimoto Naruto, sono incentrati sulla quarta grande guerra ninja e sullo scontro fra i due fratelli Uchiha e Kabuto Yakushi.
La sedicesima stagione è stata trasmessa in Giappone dal 18 luglio 2013 al 30 gennaio 2014 su TV Tokyo. In Italia è stata trasmessa dal 17 settembre al 17 dicembre 2018 in seconda serata su Italia 2.
La stagione adotta due sigle di apertura: Niwaka ame ni mo makezu dei Nico Touches the Walls (episodi 321-332) e Tsuki no ōkisa di Nogizaka46 (episodi 333-348), e tre sigle di chiusura: Embrace Your Dreams - Crissroads of the Beginning di Rake (episodi 321-332), Black Night Town di Akihisa Kondō (episodi 333-343) e Niji di Shinku Horou (episodi 344-348).

## Lista episodi
| Nº  | Titolo italiano Giapponese 「Kanji」 - Rōmaji | In onda           | In onda           |
| Nº  | Titolo italiano Giapponese 「Kanji」 - Rōmaji | Giapponese        | Italiano          |
| 321 | L'arrivo dei rinforzi 「増援到着」 - Zōen tōchaku | 18 luglio 2013    | 17 settembre 2018 |
| 321 | L'esercito alleato è in grave difficoltà nel discernere gli Zetsu Bianchi dai veri ninja dell'alleanza mentre le varie battaglie ancora infuriano. Altrove, i Daimyo sono ancora impegnati contro lo Zetsu Nero. Naruto ed i suoi cloni, tuttavia, giungono sui vari terreni di scontro e, grazie al chakra della Volpe, riescono a identificare gli impostori e ad aiutare i ninja. Nel frattempo, tuttavia, Kabuto mette in gioco la sua carta vincente usando il Secondo Tsuchikage per evocare colui che Onoki identifica come Madara rendendo ancora più misteriosa l'identità dell'uomo con la maschera. |                   |                   |
| 322 | Madara Uchiha 「うちはマダラ」 - Uchiha Madara | 25 luglio 2013    | 17 settembre 2018 |
| 322 | Kabuto assume il controllo del corpo di Muu e rivela a Madara che lo ha reso anche più forte di quando era in vita. Detto ciò, Madara spazza via gran parte della quarta divisione e risveglia il Susanoo. Mentre Gaara, Onoki e Naruto cercano di fermarlo, Madara attiva il Rinnegan, risvegliato poco prima della sua morte, e scaglia due meteoriti sulla quarta divisione. Nel frattempo, cerca di richiamare il Novecode, senza riuscirvi poiché il demone è ancora sigillato nel corpo di Naruto. Dopo il fallimento, Madara decide di testare l'Arte del legno ottenuta tramite le cellule del Primo Hokage impiantate nel suo corpo, utilizzando la Tecnica Segreta della Crescita Rigogliosa, lasciando Naruto e gli altri sopravvissuti sotto shock. |                   |                   |
| 323 | L'unione dei cinque Kage 「五影集結...!!」 - Gokage shūketsu...!! | 1º agosto 2013    | 24 settembre 2018 |
| 323 | Onoki decide di combattere contro Madara con l'aiuto della restante Quarta Divisione. Tsunade ed A usano la tecnica dell'invio celeste di Mabui per arrivare in fretta sul campo di battaglia mentre Shikaku contatta telepaticamente Genma, Raido ed Iwashi per usare la dislocazione istantanea in modo da teletrasportare anche la Quinta Mizukage sul campo di battaglia. Una volta riuniti, i cinque Kage ingaggiano battaglia contro Madara: gli attacchi dei capi villaggio sembrano non funzionare ed il clone di Naruto chiede dunque a Tsunade di poter dare una mano. Lo Tsuchikage risponde negativamente incaricandolo di andare a combattere "l'altro Madara". Come il clone si dissolve portando con sé la promessa di vittoria dei Kage, Naruto e Bee si incontrano con Tobi e le ex-forze portanti. |                   |                   |
| 324 | La maschera indistruttibile e la tecnica delle bolle 「割れない仮面・割れたシャボン玉」 - Warenai kamen - Wareta shabondama | 8 agosto 2013     | 24 settembre 2018 |
| 324 | Le ex-forze portanti comandate da Tobi si scagliano contro Naruto e Killer Bee; Utakata, entrando in contatto telepatico con Naruto, gli spiega come è stato sconfitto da Pain. Dopo il dialogo tra i due, Naruto afferma di voler fermare entrambi i Madara, sorprendendo Tobi: l'uomo che Kabuto aveva resuscitato per convincerlo ad unirsi a lui era infatti proprio Madara. L'uomo mascherato, ormai alle strette, afferma che i ninja lo possono chiamare come vogliono poiché a lui interessa solo il successo del progetto Occhio di Luna. Naruto, per tutta risposta, gli dice che gli strapperà la maschera di dosso e che avere dentro di sé la Volpe non lo rende infelice. |                   |                   |
| 325 | Forze portanti contro forze portanti 「人柱力VS人柱力!!」 - Jinchūriki tai jinchūriki!! | 15 agosto 2013    | 1º ottobre 2018   |
| 325 | Naruto urla a Tobi che non avrà mai i due cercoteri mancanti mentre Bee tenta subito l'attacco, ignaro del potere del Rinnegan impiantato negli occhi delle ex-forze portanti. Naruto, che si è accorto della situazione, spiega il potere di questo occhio a Bee, lo stesso che aveva Pain e che ha già affrontato. I due si vedono tuttavia costretti a fuggire ed a trovare riparo per pianificare una strategia vincente: Naruto spiega che, probabilmente, sono presenti dei bastoncini neri sui corpi dei redivivi per il controllo a distanza ed esce allo scoperto intenzionato ad afferrarne uno, senza tuttavia avere successo. Bee decide di trasformarsi nell'Ottocode per eliminare la vegetazione circostante, che permette alla squadra di Tobi di avere un certo vantaggio grazie al Rinnegan; al quartier generale, i ninja capiscono la difficile situazione di Naruto e Bee, così Shikaku decide di mandare in loro aiuto le divisioni uno, due, tre e cinque non appena libere. Nel frattempo, sul campo di battaglia, Bee e l'Ottocode provano a sigillare le forze portanti, ma esse passano repentinamente alla "Seconda versione" diventando ancora più forti. Naruto viene furiosamente attaccato dai nemici e non riesce più a muoversi: Tobi ne approfitta e, mentre sta per risucchiarlo nella sua dimensione con il semplice tocco della mano, Kakashi e Gai intervengono per salvarlo. |                   |                   |
| 326 | Tetracoda, il re delle scimmie 「四尾・仙猿の王」 - Yonbi - Sen'en no ō | 22 agosto 2013    | 1º ottobre 2018   |
| 326 | Dopo avere ucciso lo Zetsu Bianco usando il Susanoo del suo Sharingan ipnotico eterno, Sasuke si dirige sul campo di battaglia alla ricerca di Naruto. Nel frattempo, mentre Kakashi e Gai apprendono che Tobi sta usando una grande quantità di chakra per avere il pieno controllo dei cercoteri, Naruto viene contattato dall'Ottacoda, che gli rivela che Tobi sta già gestendo il Pentacoda. Appreso ciò, il Nove Code esprime il suo disprezzo per come è stato trattato dagli esseri umani, ricordando Madara e il clan Uzumaki, da Mito a Kushina. Improvvisamente, il Quattrocode inghiotte Naruto, che incontra il cercoterio all'interno del suo stesso corpo. Questi rivela il suo nome, Songoku, e rivela il vero nome della Volpe a Nove Code, Kurama. Dopo una breve discussione su come sono stati trattati i cercoteri nel corso del tempo, il Quattrocode vede in Naruto un qualcosa di diverso, e vuole sapere dal ragazzo se il suo desiderio di aiutare i cercoteri sarebbe rimasto intatto. Dopodiché, chiede a Naruto di liberarlo dalla catene. |                   |                   |
| 327 | L'Enneacoda 「九尾」 - Kyūbi | 29 agosto 2013    | 8 ottobre 2018    |
| 327 | Songoku parla con Naruto, dicendogli che la loro non è un'alleanza, anche se è stato salvato dal ragazzo, a meno che Naruto non gli mostri che può veramente fidarsi. Nel frattempo, Kurama medita sul fatto se conosce veramente Naruto, pensando che nessuno eguaglierà mai la potenza di un cercoterio. Il demone riflette su tutta la vita del ragazzo, sui suoi tentativi di rompere il sigillo per liberarsi dal corpo di Naruto, che non è mai stato soggiogato dalla sua volontà, e sulle numerose vittorie ottenute. |                   |                   |
| 328 | Kurama 「九喇嘛」 - Kurama | 29 agosto 2013    | 8 ottobre 2018    |
| 328 | Sakura e Shizune, sconfitti i loro avversari, si recano in aiuto di Naruto e Bee. Intanto, Tobi cerca di risucchiare Songoku e Naruto, che è ancora all'interno del cercoterio. Bee continua a provare a tirar fuori il ragazzo, senza successo, mentre a Naruto viene l'idea di utilizzare la Tecnica Superiore della Moltiplicazione del Corpo, per farsi vomitare da Son. Il piano riesce e Naruto torna nuovamente libero, con Bee che festeggia. Il Tetracoda riesce a dire a Naruto che il suo ricevitore chakra si è spostato dal petto al collo a causa della trasformazione nella "Seconda versione". Naruto, appreso ciò, si fionda a rimuoverlo, entrando nella modalità chakra della Volpe e scusandosi in anticipo con Songoku. Tobi, vista la situazione, prova ad intralciare Naruto muovendo le catene del cercoterio. Nel frattempo, Kurama ricorda i successi conseguiti in passato da Naruto, e pensa che se egli vuole davvero salvare tutti i cercoteri, deve agire come ha sempre fatto. Naruto prova a togliere il ricevitore, con l'aiuto di un clone rimasto all'interno del Tetracoda riuscendoci. |                   |                   |
| 329 | Il nuovo duo 「ツーマンセル」 - Tsū man seru | 5 settembre 2013  | 15 ottobre 2018   |
| 329 | Naruto riesce a liberare Songoku dal controllo di Tobi, ma apprende che il cercoterio è comunque legato alla Statua Diabolica. Dopo aver sigillato il Tetracoda, Tobi scatena i restanti cercoteri contro Naruto. Orgoglioso della vittoria di Naruto su Songoku, Kurama offre al giovane molto più potere, suggerendo di fondere il loro chakra. Il cercoterio considera Naruto come un amico, e quest'ultimo si decide finalmente di spezzare il sigillo, fondendo il suo chakra con la Volpe e ottenendo una versione più potente della Modalità Chakra. In questa modalità, Naruto salva Gai e Kakashi, e poi affronta i cercoteri, a cui cerca di rimuovere il ricevitore di chakra. Toccando i cercoteri, Naruto si ritrova in un piano mentale in cui parla con tutti i Demoni, apprende i loro nomi, e gli viene donato del chakra. Nel frattempo, Kurama ricorda gli ultimi momenti passati con l'Eremita dei Sei Sentieri, quando venne creato. Kurama capisce che Naruto è colui che il Saggio predisse tempo addietro, colui che mostrerà loro la strada. Tobi si vede costretto a sigillare di nuovo tutti i Demoni, e dice a Naruto che la sua momentanea vittoria non cambierà nulla. |                   |                   |
| 330 | Presagio di vittoria 「勝利への予言」 - Shōri e no yogen | 12 settembre 2013 | 15 ottobre 2018   |
| 330 | Tobi è confuso mentre ascolta Naruto parlare di certi complicati nomi che non rivelerà mai. Kakashi e Gai, guardando il ragazzo, capiscono quanto sia cresciuto. Tobi si accorge di star sudando, tuttavia cerca di motivare la cosa usando la scusa della pioggia, anche se Naruto sembra suscitargli una strana sensazione. Non del tutto sicuro, Tobi dice a Naruto che la fine della guerra renderà tutto inutile e irrilevante. Al quartier generale, Inoichi percepisce l'enorme chakra di Kurama che Naruto sta usando per combattere Tobi. Shikaku, appresa la notizia, ordina ad Inoichi di comunicare le emozioni di Naruto a tutte le divisioni, per motivare i ninja; Ao replica che una cosa del genere potrebbe bloccare i canali del chakra, tuttavia Inoichi non si preoccupa e condivide il suo pensiero con tutti i ninja. Questi ultimi capiscono la situazione e, moralmente rinfrancati, si dirigono ad aiutare Naruto, Kakashi, Gai e Bee. Nel frattempo, lontano da tutto ciò, Sasuke passeggia senza meta sotto un violento temporale. |                   |                   |
| 331 | Occhi che scrutano le tenebre 「闇を見る眼」 - Yami o miru me | 19 settembre 2013 | 22 ottobre 2018   |
| 331 | Sasuke continua il suo viaggio. Nel frattempo, al Villaggio della Foglia, Konohamaru ed i suoi compagni di squadra pattugliano il villaggio per difenderlo da un eventuale attacco nemico. Improvvisamente sentono una voce che si rivela essere quella di Karin, prigioniera al villaggio. Intanto, Jugo e Suigetsu continuano la ricerca di Sasuke, perlustrando anche uno dei nascondigli di Orochimaru: all'interno di questo, Jugo viene colto da un altro raptus omicida ed attacca Suigetsu, che riesce ad evitare il colpo. Grazie all'attacco di Jugo, i due trovano una stanza segreta nella quale si trova un rotolo, contenente delle informazioni che per Suigetsu possono cambiare l'esito della guerra. Nel frattempo, Sasuke si trova di fronte ad una squadra di Zetsu bianchi: attivato il Susanoo, Sasuke incenerisce tutti gli Zetsu in breve tempo, ed interroga uno di loro usando lo Sharingan, grazie al quale scopre informazioni sulla guerra. Altrove, Itachi continua la sua ricerca. |                   |                   |
| 332 | Determinazione granitica 「石の意志」 - Ishi no ishi | 26 settembre 2013 | 22 ottobre 2018   |
| 332 | I cinque Kage combattono contro Madara, il quale, sfoderando sia le tecniche degli Uchiha che quelle del Primo Hokage, li mette in enorme difficoltà; Onoki, ricordandosi degli insegnamenti del suo maestro sulla Volontà della Roccia e il suo primo incontro con Madara, usa l'Arte della Polvere, ma Madara non sembra preoccuparsene troppo. Sasuke incontra Itachi; chiedendogli le risposte alle sue tante domande, quest'ultimo afferma che gli rivelerà tutto dopo aver portato a termine la sua missione: fermare l'Edo Tensei. Madara si riprende dalle ferite infertegli dal colpo di Onoki e se la prende con Tsunade, dicendole che è inferiore ad Hashirama in ogni aspetto pur essendo una sua discendente: l'Hokage, allora, gli risponde che la sua vera forza sta nella volontà del Fuoco e passa al contrattacco. |                   |                   |
| 333 | I rischi della tecnica della resurrezione 「穢土転生のリスク」 - Edo tensei no risuku | 3 ottobre 2013    | 29 ottobre 2018   |
| 333 | Tsunade rilascia il Byakugou e si lancia contro Madara sostenuta dagli altri Kage, tuttavia neppure i cinque insieme riescono ad annientare l'Uchiha. Nel frattempo, Choza rivela a Dan che Madara è tornato in vita con l'Edo Tensei e che i cinque Kage, tra cui Tsunade, sono impegnati nello scontro. Al campo di battaglia, quest'ultima colpisce Madara e Gaara coglie l'occasione per tentare di sigillarlo: quando tutto sembra finito, l'Uchiha riesce a trafiggere Tsunade. Dan continua a parlare con Choza, preoccupato per Tsunade data la forza di Madara. L'Hokage riesce a curare la sua ferita e a riprendere lo scontro ma Madara, per superare numericamente i suoi avversari, utilizza la moltiplicazione lignea e chiede ai Kage se volessero veder utilizzare il Susano'o a tutte le sue copie. Itachi, intanto, cerca di fermare Sasuke per continuare da solo la ricerca di Kabuto; il ninja raggiunge il luogo in cui si nasconde quest'ultimo ma viene raggiunto dal fratello. Itachi afferma di voler costringere Kabuto a fermare l'Edo Tensei grazie allo Tsukuyomi e decide di combattere assieme al fratello per riuscirci. |                   |                   |
| 334 | Fratelli che combattono insieme 「兄弟, 共闘!!」 - Kyōdai taggu!! | 10 ottobre 2013   | 29 ottobre 2018   |
| 334 | Sasuke ed Itachi cominciano a combattere con Kabuto; i due fratelli ricorrono subito al Susanoo, mentre l'ex-sottoposto di Orochimaru dimostra loro di aver ottenuto tutte le facoltà speciali del team Falco (la trasformazione in acqua di Suigetsu, il fattore rigenerante di Karin e il controllo dell'energia naturale di Jugo) nonché di essersi allenato col Grande Saggio dei Serpenti alla grotta Ryuchi, ed essere diventato un drago grazie ai poteri da eremita. Nel frattempo, sul campo di battaglia, Madara fa attivare alle sue copie il Susano'o, ma i cinque Kage non si perdono d'animo e attaccano le creature. Infine i fratelli Uchiha, utilizzando la stessa tattica che sfruttarono in una missione prima del massacro del clan, riescono a tagliare uno dei corni di Kabuto. |                   |                   |
| 335 | Tutto per la foglia 「互いの木ノ葉」 - Tagai no Konoha | 24 ottobre 2013   | 5 novembre 2018   |
| 335 | Kabuto chiede a Sasuke se si fidi davvero di Itachi e gli propone di unirsi a lui per distruggere il Villaggio della Foglia. Il giovane Uchiha rifiuta seccamente e l'ex-sottoposto di Orochimaru spiega che lui e Itachi sono simili: entrambi hanno infatti lavorato come spie per il loro villaggio ottenendo in cambio solo disonore e perdendo la propria identità. A questo punto Itachi rivela al fratello l'esistenza della tecnica Izanami, il complementare di Izanagi che utilizzerà per bloccare l'Edo Tensei. Kabuto, che dice di essere l'unico ad avvicinarsi all'Eremita dei Sei Sentieri, attacca i due fratelli e comincia a parlare loro della sua infanzia, dicendo di non aver avuto niente di suo sin dalla più tenera età. |                   |                   |
| 336 | Kabuto Yakushi 「薬師カブト」 - Yakushi Kabuto | 31 ottobre 2013   | 5 novembre 2018   |
| 336 | Continua il flashback sull'infanzia di Kabuto: questi, per far la che il Villaggio della Foglia continuasse a sostenere economicamente il suo orfanotrofio, decide di diventare una spia di Danzo. Col tempo Kabuto diventerà sempre più bravo in questi compiti, cosa che lo porterà a uccidere, durante una missione, la donna che lo aveva cresciuto, che a causa di Danzo non lo riconosce. A questo punto Orochimaru decide di prendere sotto la sua ala Kabuto e di farne la sua spia interna all'Organizzazione Alba. Infine, Kabuto, dopo la sconfitta del suo mentore, si inietta il sangue di Orochimaru, frutto delle ricerche di quest'ultimo per ottenere un corpo sempre più forte e una propria personalità. |                   |                   |
| 337 | Attivazione: Izanami! 「発動・イザナミ」 - Hatsudō: Izanami | 7 novembre 2013   | 12 novembre 2018  |
| 337 | Kabuto rivela di avere assimilato ben più che il solo DNA di Orochimaru, dimostrando come egli può usare facilmente le tecniche del Quartetto del Suono. In un primo momento, Sasuke ed Itachi contrastano con facilità le tecniche di Kabuto, tuttavia rimangono intrappolati in una tecnica illusoria di Tayuya; Kabuto cerca di uccidere i due fratelli che, però, evitano all'ultimo il suo attacco. Ciò nonostante il ninja effettua un attacco a sorpresa che biseca Itachi. Quest'ultimo chiama il fratello mentre getta una spada a Kabuto cercando di bloccare e contrastare il saggio serpente. Kabuto cerca così di attaccare Itachi con la spada ricevuta, ma si rende conto di essere intrappolato in una tecnica illusoria notando un déjà vu nelle azioni di Sasuke ed Itachi. |                   |                   |
| 338 | Izanagi e Izanami 「イザナギとイザナミ」 - Izanagi to Izanami | 14 novembre 2013  | 12 novembre 2018  |
| 338 | Con Kabuto imprigionato all'interno di Izanami, Itachi racconta al fratello la storia di tale tecnica, rivelando che essa fu creata per contrastare e punire i membri dello stesso clan Uchiha che usavano Izanagi, in modo da far accettare ad essi il proprio destino e fargli capire i loro errori. Sasuke, adirato, chiede ad Itachi il perché ha voluto lasciare a Kabuto una via di fuga e questi dice che lo ha fatto per dare anche a lui un'opportunità. Nel frattempo, da qualche parte in una foresta, Urushi dice al suo compagno che spera di tornare a casa a fine guerra insieme a suo fratello, Kabuto, sempre che questi torni dalla missione affidatagli. Alla caverna, infine, Itachi si prepara a sciogliere l'Edo Tensei. |                   |                   |
| 339 | Ti amerò sempre 「お前をずっと愛している」 - Omae o zutto aishiteiru | 21 novembre 2013  | 19 novembre 2018  |
| 339 | I cinque Kage, con un'azione combinata, riescono a distruggere i cloni di Madara e tentano di sigillarlo; il ninja, tuttavia, attiva lo stadio finale del Susanoo dimostrando una potenza incredibile. Itachi, grazie ad un'illusione prodotta dal suo Sharingan obbliga Kabuto a formare i sigilli per sciogliere la Tecnica della Resurrezione: poco dopo che il processo viene attivato, l'ex-ninja traditore mostra al fratello la verità sul suo conto e, prima di scomparire, gli dice che gli vorrà sempre bene. |                   |                   |
| 340 | Tecnica della resurrezione: rilascio! 「穢土転生・解」 - Edo tensei: kai | 28 novembre 2013  | 19 novembre 2018  |
| 340 | Itachi si dissolve davanti al fratello, che viene trovato subito dopo da Suigetsu e Jugo. Nel frattempo, sui vari campi di battaglia, tutti i ninja rianimati da Kabuto svaniscono uno ad uno, mentre i Kage si trovano disorientati dalla piega presa dagli eventi. Prima di dissolversi, Dan usa una delle sue tecniche per raggiungere in fretta Tsunade; tramite il suo subconscio l'Hokage ascolta Dan, prima che egli le doni tutto il suo restante chakra per poi svanire. Benché la tecnica di Kabuto sia stata annullata, Madara rivela ai Kage che egli non si dissolverà poiché ha da tempo rescisso il contratto di evocazione. Altrove, Naruto osserva dissolversi le forze portanti dei cercoteri arrivando alla conclusione che Itachi ha avuto successo; successivamente, provoca Tobi, ma questi decide di continuare a seguire il suo piano. |                   |                   |
| 341 | Il ritorno di Orochimaru 「復活! 大蛇丸」 - Fukkatsu! Orochimaru | 5 dicembre 2013   | 26 novembre 2018  |
| 341 | Suigetsu e Jugo mostrano a Sasuke la pergamena trovata in uno dei nascondigli di Orochimaru: dopo averla letta, il giovane Uchiha decide di riportalo in vita grazie al chakra del segno maledetto di Anko e alla carne di Kabuto. Orochimaru esprime immediatamente la sua indifferenza nei confronti della guerra in corso, ma Sasuke gli mostra la pergamena affermando che vuole ottenere risposte concrete alle sue domande da coloro che sanno tutto. Orochimaru si prepara, quindi, ad esaudire la richiesta del suo ex-allievo. Sul campo di battaglia Tobi decide di evocare il Decacoda sfruttando, oltre ai demoni in suo possesso, il chakra di un tentacolo dell'Ottocode e Ginkaku e Kinkaku, rivelando che la rinascita del demone sarebbe incompleta ma comunque sufficiente per attivare lo Tsukuyomi infinito. Dopo che Kurama spiega a Naruto, Kakashi e Gai la tremenda forza del Decacoda, Naruto entra in modalità chakra e si getta contro la Statua Diabolica. |                   |                   |
| 342 | Il segreto della tecnica spazio-temporale 「時空間忍術の秘密」 - Jikūkan ninjutsu no himitsu | 12 dicembre 2013  | 26 novembre 2018  |
| 342 | L'attacco di Naruto viene prontamente contrastato da Tobi, che afferma che la statua diabolica non può essere ostacolata da nessuno. Il gruppo, quindi, decide di attaccare in massa; tuttavia, Tobi riesce nuovamente a cavarsela e ad annullare il Kamui di Kakashi lasciando quest'ultimo confuso. Naruto si divide dal gruppo e prova ad attaccare in solitaria, fallendo, poiché riesce appena a tener testa a Tobi. Kakashi sferra un nuovo attacco contro Tobi, e con l'aiuto di Naruto, i due riescono a scalfire la maschera del ninja. Frustrato da tale situazione, Tobi erige una barriera a protezione della statua diabolica, mentre Kakashi cerca di capire le abilità del ninja mascherato; egli capisce che entrambi possiedono tecniche identiche e chiede a Tobi dove ha ottenuto lo Sharingan. Quest'ultimo afferma di averlo preso durante la battaglia al Ponte Kannabi, notizia che lascia Kakashi incredulo. Tobi prosegue col dire che il mondo non ha più speranza, ma Naruto rigetta l'idea del nemico mentre Kurama comanda al giovane di prepararsi per un nuovo attacco. |                   |                   |
| 343 | Chi sei? 「てめーは誰だ!!」 - Temē wa dare da!! | 19 dicembre 2013  | 3 dicembre 2018   |
| 343 | Naruto attacca Tobi mentre Kakashi, ancora confuso, viene spronato da Gai ad unirsi alla battaglia. L'uomo mascherato utilizza dei giganteschi ricevitori di chakra per immobilizzare l'Ottocoda e, nel contempo, riesce anche ad evitare l'attacco di un clone di Naruto entrando totalmente nell'altra dimensione. Kakashi, tuttavia, riesce a teletrasportarvi Naruto e il giovane ninja colpisce Tobi in pieno volto con un Rasengan, mandandone in frantumi la maschera e rivelando l'identità dell'uomo: Obito Uchiha. Naruto apprende da Gai che Obito, creduto morto durante la terza grande guerra ninja, fu amico e compagno di squadra di Kakashi. Quest'ultimo, incredulo, chiede spiegazioni all'ex-compagno e questi gli dice che tutte le azioni compiute finora sono dovute alla morte di Rin. Naruto, infine, cerca di motivare un Kakashi devastato mentre Obito viene raggiunto da Madara Uchiha. |                   |                   |
| 344 | Obito e Madara 「オビトとマダラ」 - Obito to Madara | 9 gennaio 2014    | 3 dicembre 2018   |
| 344 | Madara si presenta sul campo di battaglia: Naruto gli chiede subito come mai non sia ancora a combattere con i cinque Kage e l'Uchiha risponde di averli lasciati tutti in fin di vita. Dopo essersi accorto che il Naruto con cui parla è una copia, Madara domanda ad Obito cosa sia successo dopo la sua morte e perché il loro piano sia cambiato: l'ex compagno di Kakashi gli rivela dunque il tradimento di Nagato, che usò il Rinne Tensei per resuscitare tutte le persone da lui uccise al Villaggio della Foglia anziché per riportare in vita lo stesso Madara. Improvvisamente Naruto, infuriato con quest'ultimo per aver usato Nagato, si prepara ad attaccarlo ma viene subito respinto. Obito, rimasto a fronteggiare Gai e Kakashi, ricorda il suo primo incontro con un anziano Madara: questi lo salvò dopo che il suo corpo, sebbene fosse rimasto sepolto dalla frana, riuscì miracolosamente a "scivolare" tra le rocce e a raggiungere il covo segreto dell'ex leader degli Uchiha, creduto morto da tempo. Egli parlò poi del suo desiderio di cambiare e unificare il mondo in modo da renderlo privo di sofferenza. Il giovane Obito, inizialmente riluttante, decise di provare a scappare, ansioso di incontrare nuovamente i suoi due compagni di squadra Kakashi e Rin. |                   |                   |
| 345 | Sono all'inferno 「オレは地獄に居る」 - Ore wa jigoku ni iru | 16 gennaio 2014   | 10 dicembre 2018  |
| 345 | Dopo le cure ricevute da Madara, Obito attraversa un periodo di convalescenza e stringe amicizia con alcuni Zetsu Bianchi, soprattutto uno con il volto a spirale. Passati alcuni mesi il giovane Uchiha, dopo avere imparato a padroneggiare il suo nuovo corpo, viene informato da uno Zetsu che Rin e Kakashi si trovano in seria difficoltà contro dei ninja della Nebbia; non essendosi, però, ancora ripreso del tutto, Obito viene aiutato dallo Zetsu col volto a spirale, che si unisce al suo corpo fungendo da armatura. Obito ringrazia quindi Madara per averlo salvato affermando, però, che non tornerà più; l'ex-capo degli Uchiha risponde, invece, che tornerà presto. Uscito dal covo segreto, Obito si dirige rapidamente verso il campo di battaglia e al suo arrivo assiste all'assassinio di Rin per mano di Kakashi: questa visione causa in lui un violento shock, con il conseguente risveglio del suo Sharingan ipnotico e di quello di Kakashi, che cade a terra svenuto. Preso da un raptus omicida, il giovane Uchiha uccide in pochi attimi tutti i ninja della Nebbia; trovandosi poi davanti al corpo di Rin senza vita e a quello privo di sensi di Kakashi, Obito afferma di avere capito dov'è giunto: all'inferno. |                   |                   |
| 346 | Il mondo dei sogni 「夢の世界」 - Yume no sekai | 23 gennaio 2014   | 10 dicembre 2018  |
| 346 | Obito, dopo avere promesso alla defunta Rin che creerà un mondo privo di sofferenza e dolore, torna da Madara al quale dice di essere tornato per sapere come creare il "mondo dei sogni", un mondo dove regneranno giustizia e pace e dove Rin sarà ancora viva. Madara illustra al giovane ninja un genjutsu creato da lui stesso, che mostra uno spazio ancora vuoto dove però proiettando in esso la propria volontà, si può creare e controllare qualsiasi cosa grazie anche al potere della Statua Diabolica; per poterlo estendere sul mondo intero, l'intenzione di Madara è quella di proiettare questo genjutsu sulla luna in modo che si rifletta su ogni singola persona. L'ex-capo degli Uchiha afferma poi che per controllare la Statua Diabolica occorre il Rinnegan, che lui stesso aveva sviluppato in tarda età dopo essersi trapiantato le cellule di Hashirama e di averlo in seguito donato a Nagato, il ragazzino che, essendo discendente dei Senju e potendo sfruttare a pieno i suoi poteri oculari, avrebbe potuto riportarlo in vita. Detto ciò Madara, prima di morire, trasferisce la sua volontà in una parte dello Zetsu ed incita Obito ad andare da Nagato al quale spiega, dopo averlo incontrato insieme a Yahiko e Konan nel Villaggio della Pioggia e presentandosi a loro come Madara Uchiha, il piano del mondo onirico, affermando che per poterlo realizzare è necessario il potere del suo Rinnegan. Inizialmente, però, i tre orfani, non convinti dalle parole di quest'ultimo, preferirono non appoggiare il piano e per contrastare le guerre e portare la pace nel loro villaggio ed in tutto il mondo ninja fondarono l'Organizzazione Alba.                                                                           |                   |                   |
| 347 | L'ombra strisciante 「忍び寄る影」 - Shinobiyoru kage | 23 gennaio 2014   | 17 dicembre 2018  |
| 347 | Un giovane Kakashi incontra Jiraiya al quale chiede di raccontargli le vicende dei tre orfani della Pioggia che, in quel periodo, fondarono l'Organizzazione Alba con lo scopo di portare la pace nel mondo ninja senza ricorrere alle armi. Jiraiya in questo frangente ricorda tramite un flashback il periodo in cui fu maestro dei tre orfani nel Villaggio della Pioggia; prima di tornare a Konoha, ripose fiducia soprattutto in Nagato nel quale vedeva l'eroe dei suoi romanzi che in futuro avrebbe salvato il mondo. Dopo avere fondato Alba, i tre orfani reclutarono altri ninja e cominciarono a muoversi per cercare di porre fine ai conflitti, e inizialmente vennero appoggiati anche da Hanzo la Salamandra che in quel tempo era il leader del Villaggio della Pioggia. Durante un'imboscata da parte di alcuni shinobi della Roccia, Yahiko, dopo avere ucciso involontariamente un ninja nemico, viene ferito insieme a Konan e Nagato, in preda alla rabbia, evoca la statua diabolica uccidendo la maggior parte dei ninja della Roccia; dopo la ritirata dei tre orfani, sopraggiunge sul posto Danzo con alcuni membri della Radice camuffati da shinobi della Roccia e, accorgendosi della pericolosità del Rinnegan di Nagato, cerca di convincere Hanzo a stringere un'alleanza con lui per fermare l'Organizzazione Alba. |                   |                   |
| 348 | Il vero leader 「新生・“暁”」 - Shinsei: "Akatsuki" | 30 gennaio 2014   | 17 dicembre 2018  |
| 348 | Yahiko, ancora sconvolto per aver ucciso il ninja della roccia, ripone anch'egli fiducia in Nagato dicendo che finché avrà Konan al suo fianco, non dovrà preoccuparsi di niente, neanche del suo potere. In seguito arriva un messaggio da parte di Hanzo, nel quale c'è scritto che egli promuove l'alleanza con Alba e propone un incontro per siglare l'accordo. Successivamente, ricompare di nuovo Obito nelle vesti di Madara, e rivolgendosi a Nagato, lo incita nuovamente ad allearsi con lui, ma ancora senza successo. Intanto, Danzo si allea con Hanzo dimostrando che il patto di alleanza con l'Organizzazione Alba è fittizio ed il piano architettato dal leader della Pioggia in concomitanza con quello della Radice è il seguente: sapendo che con la morte di Yahiko l'organizzazione Alba molto probabilmente si scioglierebbe, Konan viene presa come ostaggio da Hanzo il quale, giunto all'incontro con Yahiko e Nagato, intende utilizzarla come pedina di scambio: se Nagato uccide Yahiko, Konan è salva. A questo punto, sotto gli occhi di Hanzo, Danzo, Zetsu ed Obito (il quale aveva tempestivamente ucciso gli altri ninja dell'organizzazione Alba che volevano intervenire) Yahiko si lancia contro il kunai di Nagato, uccidendosi. Quest'ultimo, infuriato, evoca la Statua Diabolica riuscendo, a scapito del suo Chakra che viene notevolmente ridotto, a fermare i membri della Radice e quelli di Hanzo, il quale però riesce a fuggire. Successivamente vediamo Nagato che, avendo anch'egli capito che questo mondo riserva solo disperazione e odio, si appresta a diventare il nuovo leader di Alba alleandosi con Obito ed usando il corpo di Yahiko come uno dei suoi "Pain" affermando che il leader sarà sempre lui. |                   |                   |

## DVD

### Giappone
Gli episodi della sedicesima stagione di Naruto: Shippuden sono stati distribuiti in Giappone anche tramite DVD, da marzo a settembre 2014.
| N° | Data             | Dischi | Episodi | Extra |
| -- | ---------------- | ------ | ------- | ----- |
| 1  | 5 marzo 2014     | 1      | 321-324 | /     |
| 2  | 2 aprile 2014    | 1      | 325-328 | /     |
| 3  | 7 maggio 2014    | 1      | 329-332 | /     |
| 4  | 2 luglio 2014    | 1      | 333-336 | /     |
| 5  | 2 luglio 2014    | 1      | 337-340 | /     |
| 6  | 6 agosto 2014    | 1      | 341-344 | /     |
| 7  | 3 settembre 2014 | 1      | 345-348 | /     |